# MJB da MVP
"MJP da MVP"  é um single da cantora solo estadunidense Mary J. Blige, com participação especial do rapper 50 Cent, para o seu sétimo álbum de estúdio, The Breakthrough.

## Sobre
Contém a participação especial de 50 Cent no refrão. A canção foi primeiramente lançada nos EUA em 2005 e foi ranqueada no Billboard Hot 100 na 75ª posição, antes do seu primeiro single oficial do álbum The Breakthrough, "Be Without You".
Um ano após a música ser lançada oficialmente, teve sua estreia na Grã-Bretanha, em 18 de dezembro de 2005. "MJP da MVP" foi ranqueada em sua primeiro mês como uma das melhores músicas na "BBC Radio 1".
The Cool & Dre produziram a versão cover da música original, "Hate It or Love It", um single performado por The Game e 50 Cent. Foi ranqueado em 33º lugar no chart do Reino Unido.

## Versões
CD Europa & 12" Vinyl 
1. "MJB Da MVP" (versão alternativa do álbum)
2. "Family Affair"
3. "Be Without You" (Moto Blanco vocal mix)

Dutch CD Promo
1. "MJB Da MVP"

## Desempenho nas paradas
| Chart (2006)                | Posição topo |
| --------------------------- | ------------ |
| Singles Chart               | 33           |
| Billboard Hot 100           | 75           |
| Billboard R&B/Hip Hop Songs | 19           |